# Église Notre-Dame du Bourg de Castel-Sarrazin
L'église Notre-Dame du Bourg est un lieu de culte catholique situé sur la commune de Castel-Sarrazin, au lieu-dit du Vieux-Bourg, dans le département français des Landes.
Elle fait l'objet d'une étude par l'Inventaire général du patrimoine culturel en 2006, ainsi que son mobilier en 1991.

## Description
L'église est constituée d'une courte nef de deux travées, elle est ouverte au nord sur un collatéral de même longueur et à l'est, sur un chœur en abside semi-circulaire. Un clocher-mur triangulaire couronne l'élévation occidentale.

## Histoire
De l'église romane du XIIIe siècle, il ne subsiste que le chevet. Elle est reconstruite partiellement au XVIe siècle et un collatéral est ajouté.
L'église est réhabilitée de 1885 à 1886. Aujourd'hui désaffectée, elle abrite deux autels du début du XIXe siècle, un bénitier mural datant peut-être de la construction de l'édifice au XVIe siècle, et une cloche fondue en 1956 par le Tarbais Fourcade en remplacement d'un instrument offert en 1844 par le médecin major Lauga. Trois tableaux des XVIIe et XVIIIe siècles provenant de l'église sont aujourd'hui déplacés à l'église Saint-Saturnin de Castel-Sarrazin.